# AWS Elastic Beanstalk
AWS Elastic Beanstalk是亚马逊云计算服务提供的平台即服务，帮助用户部署网络应用，并可与诸如EC2、S3、SNS、CloudWatch、弹性伸缩和弹性负载平衡等相关AWS服务搭配使用。Elastic Beanstalk在单纯服务器和操作系统之上提供了额外一层抽象，用户会看到一个已经构建好的操作系统平台组合。
为了部署应用，用户需要指定应用程序、版本号、配置模板（configuration template）等。应用程序的可执行文件会被存档于S3。

## 支持的技术栈[3]
- 运行于Apache Tomcat的Java应用
- 运行于Apache HTTP服务器的PHP应用
- 运行于Apache HTTP服务器的Python应用
- 运行于Nginx服务器或Apache HTTP服务器的Node.js应用
- 运行于Passenger（英语：Phusion Passenger）或Puma（英语：Puma (服务器)）的Ruby应用
- 运行于Microsoft IIS 7.5, 8.0, 8.5的 for .NET应用
- Java SE应用
- Docker容器
- Go应用

## 部署途径
- ZIP
- RAR
- Docker容器[4]
- Git
- AWS CodePipeline